# TKS
TKS là xe tăng siêu nhẹ của Ba Lan được phát triển trong những năm 1930 và được sử dụng trong Chiến tranh Ba Lan và Mặt Trận Xô-Đức mặc dù nó không hề hiệu quả trong các trận chiến lớn.

## Thiết Kế
Xe tăng siêu nhẹ TKS dựa trên khung gầm của xe tăng siêu nhẹ Carden Loyd của Anh, với thân xe đã được cải tiến và động cơ mạnh hơn, cùng lớp giáp dày tới 8 mm (0,31 in). (10 mm hoặc 0,39 inch trên TKS). Năm 1939, việc trang bị súng máy Nkm wz.38 FK 20 mm (0,79 in) cho xe tăng siêu nhẹ TKS, nhưng chỉ có 24 chiếc trong số được nêu hoàn thành trước khi Chiến tranh thế giới thứ hai bùng nổ.
Ngày 6 tháng 11 năm 1934 Estonia mua 6 chiếc TKS từ Ba Lan, với hợp đồng trị giá hơn 180.000 Krone (đơn vị tiền tệ của Na Uy) . Sau khi Liên Xô chiếm đóng Estonia, những chiếc xe này được đưa vào trang bị cho Hồng quân.

## Các Quốc Gia Sử Dụng
- Ba Lan
- Estonia
- Nhà nước Độc lập Croatia
- Đức Quốc Xã
- Liên Xô
- Vương quốc România (có khả năng)[1]

## Tham Khảo
1. ↑  Axworthy, p. 33

https://en.wikipedia.org/wiki/TKS